# Lomtjärnen (Bollnäs socken, Hälsingland)
Lomtjärnen är en sjö i Bollnäs kommun i Hälsingland och ingår i Testeboåns huvudavrinningsområde.